# Merxe Llop Alfonso
Merxe Llop Alfonso (Nonasp, 17 de maig de 1957) és una escriptora aragonesa en llengua espanyola i catalana. Les seues publicacions abasten temes molt diversos, sovint amb la figura femenina com a protagonista.
Va estudiar Magisteri a Tarragona, Mestra de Català a la Universitat de Barcelona i, posteriorment, es va llicenciar en Filosofia i Ciències de l'Educació per la UNED. La seva trajectòria professional es va desenvolupar en diferents centres educatius de Catalunya i Aragó fins a la seva jubilació. A més, l'any 2000 va ser nomenada Cap d'Unitat de Llengües i Modalitats Lingüístiques d'Aragó. És acadèmica de número de l'Acadèmia Aragonesa de la Llengua, dins de l'Institut Aragonès del Català, des del 29 de juliol de 2021 en què el Govern d'Aragó va nomenar els quinze primers acadèmics
En Temps de Franja, la revista de les comarques catalanoparlants d'Aragón, escriu la columna Entre dues aigües sota el pseudònim de Marina d'Algars. Pertany a l'Associació Amics de Nonasp des de la seva constitució, a l'Associació Cultural del Matarranya, a la Asociación Aragonesa de Escritores i a la Asociación Poética Bonhomía. Col·labora amb el col·lectiu cultural interdisciplinar La Casa de Zitas a Saragossa.

## Publicacions

### Obra literària en català
- Ressò en l'obscuritat, Gara d'Edizions i Govern d'Aragó, 2010 (novel·la).
- Esclat, Gara d'Edizions Govern d'Aragó, 2018 (poemari).
- Sílverti, Gara d'Edizions, Govern d'Aragó, 2020 (novel·la).

### Obra literària en castellà
- Eco en la oscuridad, Mira editores, Zaragoza, 2013. Versió de l'obra en català.
- Estallido, Ed. Prames, 2019. Versió del poemari en català.
- Estallido, Ed. Nautilus Ediciones. 2022.

### Premis literaris
- Premi Guillem Nicolau 2010 del Govern d'Aragó, amb la novel·la Ressò en l'obscuritat.
- Finalista del Premi Guillem Nicolau 2018, del Govern d'Aragó, amb el poemari Esclat.
- Primer premi del XIII Concurs literari de relat curt —“Ciudad de Caspe”— 2019 amb el relat: Abuela Sofía.[cal citació]
- Primer premi del XIV Concurs literari de relat curt —“Ciudad de Caspe”— 2020 amb el relat: Madre de ausencias.[4]
- Premi Guillem Nicolau 2020 del Govern d'Aragó, amb la novel·la Sílverti.[5]